# Skaraborgsbygden
Skaraborgsbygden (Skb) är en dagstidning som utkommer varje torsdag. Utgivningsområdet är främst Skaraborg. Tidningens upplaga är 7 600 exemplar (2023) (TS-kontrollerad). Tidningen finns också som taltidning och e-tidning. 
Utgivningsort är Skara där också tidningens redaktion finns på Järnvägsgatan 20.
Tidningens första nummer utkom fredagen den 4 november 1955. Redan första året hade tidningen 7 426 prenumeranter. Upplagan låg genom åren relativt stabil. 1970 var upplagan 7 071, för att 1980 vara 7 876. Under 1980-talet sjönk upplagan till som lägst 5 556 (1990). 2018 var upplagan 9 900. 
Tidningen ägdes tidigare av Tidningsföreningen Skaraborgsbygden u.p.a. som är en ekonomisk förening. Tidningens politiska beteckning är oberoende centerpartistisk. Skaraborgsbygden köptes 1 juni 2023 av NWT Media, med säte i Karlstad.

## Chefredaktörer/ansvariga utgivare
- 1955-1956 Ivar Knutsson
- 1956-1980 Gustav Lidberg
- 1980-1988 Alf Claesson
- 1988-1989 Tomas Andersson Odén
- 1989-1991 Thomas Clausson
- 1991-2008 Sven Gärdekrans
- 2008-2014 Thomaz Magnusson
- 2014-2019 Per Gustafsson
- 2019-         Fredrik Andersson